# Попов, Сергей Яковлевич
Сергей Яковлевич Попов (род. 18 апреля 1953, Новоаннинский, Сталинградская область) — российский учёный, писатель

. Член Союза писателей России. Доктор биологических наук, профессор, специалист в области защиты растений, энтомологии и акарологии Московской сельскохозяйственной академии имени К. А. Тимирязева. Член-корреспондент Российской академии естественных наук с 2013 г. Член Русского энтомологического общества с 1989 г. Выпускник Российского государственного аграрного университета — МСХА имени К. А. Тимирязева.

## Биография
Родился 18 апреля 1953 года в городе Новоаннинском Волгоградской области. С рождения 14 лет жил и учился в хуторе Дёминском Новоаннинского района. После окончания в 1970 году Новоаннинской средней школы № 4 работал литературным работником местной районной газеты «Авангард»
Учился (1971—1976) и работал (с 1979 года) в Московской сельскохозяйственной академии им. К. А. Тимирязева (ныне Российский государственный аграрный университет — МСХА имени К. А. Тимирязева): ассистентом, доцентом, профессором, заведующим кафедрой, снова профессором. Стажировался в Нидерландах, Швеции. Им по результатам экспериментальных наблюдений выявлены новые факты в биологии насекомых и клещей, опубликована крупная монография «Популяционная экология малинно-земляничного долгоносика Anthonomus rubi Herbst (Coleoptera: Curculionidae) и подходы по ограничению его вредоносности» (2017), оказавшаяся единственной в мире по данному виду насекомого, издан сборник авторских научных статей «Экологические аспекты ограничения вредоносности популяций насекомых и клещей» (2013), разработаны принципы ограничения численности и вредоносности фитофагов на основе изменяющихся стратегий воспроизводства, анализа таблиц выживания популяций и поведения.

## Научная деятельность
Является членом редколлегии научного журнала «Известия Тимирязевской сельскохозяйственной академии» с 2002 года. Выступал с докладами на многих международных научных конгрессах и симпозиумах за рубежом.
Основные направления научных исследований связаны с изучением экологии ряда вредителей, с совершенствованием интегрированных систем защиты растений от вредителей, а также с разработкой биологических и иных основ снижения пестицидной нагрузки на агробиоценозы. Разработал принципы ограничения численности и вредоносности фитофагов на основе изменяющихся стратегий воспроизводства, анализа таблиц выживания популяций и поведения

### Научные публикации
Всего на 2020 год вышло около 130 научных публикаций Архивная копия от 16 июня 2020 на Wayback Machine.
- Попов С. Я. К идентификации местообитаний паутинных клещей (Acariformes, Tetranychidae) по биологическим показателям // Зоологический журнал. 1994. Т. 73. № 7-8. С. 31-41.
- Popov S.Ya., Veerman A. Behavioural response and winter survival of mated and unmated diapausing females of the tetranychus atlanticus-urticae complex (Acari, Tetranychidae)//Experimental and Applied Acarology. 1996. Т. 20. № 3. С. 167—175.
- Байков А. А., Караваев В. А., Попов С. Я., Квитка А. Ю., Левыкина И. П., Солнцев М. К., Тихонов А. Н. Люминесцентные характеристики листьев земляники на ранних стадиях повреждения растений паутинным клещом // Биофизика. 2013. Т. 58. № 2. С. 321—328.
- Ekbom B., Popov S.Y. A. Host plant affects pollen beetle (Meligethes aeneus) egg size // Physiological Entomology. 2004. Т. 29. № 2. С. 118—122.
- Попов С. Я. Многолетние показатели сезонного развития паутинных клещей рода Tetranychus dufour, 1832 (Acariformes, Tetranychidae) на землянике в Московской области //Энтомологическое обозрение. 2003. Т. 82. № 1. С. 71-85.
- Попов С. Я., Дорожкина Л. А., Калинин В. А. Основы химической защиты растенийУчебное пособие / С. Я. Попов, Л. А. Дорожкина, В. А. Калинин. Москва: Арт-Лион, 2003. 208 c. (Сер. Учебники и учебные пособия для высших учебных заведений)
- Белошапкин С. П., Гончарова Н. Г., Гриценко В. В., Захваткин Ю. А., Исаичев В. В., Исаичев С. В., Кручина С. Н., Пономарева М. С., Попов С. Я., Соломатин В. М., Торянская Н. К., Третьяков Н. Н. Словарь-справочник энтомолога Москва, 1992.

## Творчество
Как автор миниатюр о природе дебютировал в 1980 году в студенческой газете «Тимирязевец»
Как автор рассказов — в 2006 году в литературно-художественном журнале «Отчий край» Архивная копия от 10 августа 2020 на Wayback Machine
Автор книг прозы «Дёминские записки» (2009, 2018), «Дёминская Лорелея» (2019), «Сквозь невесомое время. Записки преподавателя» (2016), «Времена года: прогулки с самим собой» (2014) и других. Публиковался в Литературной газете (сборник эссе «Мой алфавит» Архивная копия от 14 августа 2020 на Wayback Machine).
Автор миниатюр о природе в альманахах, выпускаемых Союзом писателей России.
Печатается также под литературным псевдонимом Попов-Соснин Сергей Яковлевич.
18 апреля 2018 года в Центральной научной библиотеке имени Н. И. Железнова состоялся творческий вечер Сергея Попова «И это всё о нём…», посвящённый 65-летию со дня его рождения.

### Художественные произведения
- 1. «ДЁМИНСКИЕ ЗАПИСКИ», рассказы и повесть, М.: ИПО «У Никитских ворот», 2018.
- 2. «ДЁМИНСКИЕ ЗАПИСКИ», сборник рассказов, Волгоград: Издатель, 2009.
- 3. «СКВОЗЬ НЕВЕСОМОЕ ВРЕМЯ. (ЗАПИСКИ ПРЕПОДАВАТЕЛЯ)», дневниковая проза, М.: ИПО «У Никитских ворот», 2016.
- 4. «ПОЭТЫ ПЕТРОВКИ-ТИМИРЯЗЕВКИ: СБОРНИК СТИХОТВОРЕНИЙ», сборник стихотворений, сост.: С. Я. Попов, М.: РГАУ-МСХА им. К. А. Тимирязева, 2015.
- 5. «ВРЕМЕНА ГОДА. ПРОГУЛКИ С САМИМ СОБОЙ», проза, М.: изд-во РГАУ-МСХА, 2014.
- 6. «РОДОВОЕ ДРЕВО НИКОЛАЯ ИВАНОВИЧА ВАВИЛОВА. ОЧЕРК ЖИЗНИ ВЫДАЮЩЕЙСЯ СЕМЬИ», книга, М.: изд-во РГАУ-МСХА, 2012.
- 7. «ДЁМИНСКАЯ ЛОЛЕРЕЯ», повесть, журнал «ОТЧИЙ КРАЙ», 2019, № 4 (104).
- 8. «СКВОЗЬ НЕВЕСОМОЕ ВРЕМЯ», книга (журнальный вариант), журнал «ОТЧИЙ КРАЙ», 2018, № 4 (100).
- 9. «Мой алфавит» Архивная копия от 14 августа 2020 на Wayback Machine, эссе, газета «ЛИТЕРАТУРНАЯ ГАЗЕТА», 2018, № 16 (6640), 18-24 апреля 2018 г.,
- 10. «Морозное утро на Левобережной. Талый январь. Февральские снега», проза, альманах «Антология русской зимы: литературный сборник», М.: МГО СП России, 2020.
- 11. «Вдоль осеннего Бузулука», проза, альманах «Антология русской осени: литературный сборник», М.: МГО СП России, 2019. (
- 12. «Родительский двор. Мой алфавит», эссе, альманах «Сентябрина-2017», Волгоград: Принт, 2018.
- 13. «Баба Маня», рассказ, альманах «Сентябрина-2015», Волгоград: Принт, 2016.
- 14. «Прогулка по августовскому лугу. Лядвенец. Проводы лета», проза, альманах «Сентябрина-2014», Волгоград: Принт, 2015.
- 15. «Прогулки с самим собой» Архивная копия от 23 ноября 2021 на Wayback Machine, проза, журнал «ОТЧИЙ КРАЙ», 2015, № 4 (88).
- 16. «Кавалерия» маялис. Свитер, или Просто девяносто третий год", рассказы, журнал «ОТЧИЙ КРАЙ», 2013, № 3 (79)
- 17. «Дёминские записки», рассказы, журнал «ОТЧИЙ КРАЙ», 2010, № 1 (65) [1]. // 2006, № 4 (52).
- 18. «Донская ветвь родового древа Вавиловых — Ипатьевых», очерк, журнал «ОТЧИЙ КРАЙ», 2009, № 4 (64) [1] . (http://unis.shpl.ru/Pages/Search/BookCard.aspx?Id=777519) (https://www.elibrary.ru/item.asp?id=39119123)
- 19. «Большое видится на расстоянии», эссе, журнал «ОТЧИЙ КРАЙ», 2008, № 2 (58)
- 20. «Букет из Крутого», рассказ, журнал «ОТЧИЙ КРАЙ», 2001, № 4 (32)

## Награды
С. Я. Попов награждён памятной медалью «В память 850-летия Москвы» (1997), медалью Климента Аркадьевича Тимирязева (2013), Благодарностью Президента Российской Федерации (2016), почетной серебряной медалью И. А. Бунина РАЕН (2016), дипломом и медалью МГО СПР «И. А. Бунин (1870—1953)» (2019).